# Борутино (Ленинградская область)
Борутино — деревня в Пчёвжинском сельском поселении Киришского района Ленинградской области.

## История
Упоминается на карте Новгородского наместничества 1792 года А. М. Вильбрехта как деревня Путницкое.
Как деревня Борутина она обозначена на специальной карте западной части России Ф. Ф. Шуберта 1844 года.

БАРУТИНО — деревня Порогского общества, прихода погоста Пятницы.

Крестьянских дворов — 17. Строений — 23, в том числе жилых — 17. Мелочная лавка и питейный дом.

Число жителей по семейным спискам 1879 г.: 35 м. п., 39 ж. п.; по приходским сведениям 1879 г.: 37 м. п., 46 ж. п.

Сборник Центрального статистического комитета описывал её так:

БАРУТИНА — деревня бывшая владельческая при реке Пчёвже, дворов — 19, жителей — 84; лавка. (1885 год)

В конце XIX века деревня административно относилась к Васильковской волости 1-го стана, в начале XX века — Васильковской волости 4-го стана 3-го земского участка Тихвинского уезда Новгородской губернии.

БОРУТИНО — деревня Порогского общества, дворов — 14, жилых домов — 14, число жителей: 54 м. п., 47 ж. п. 

Занятия жителей — земледелие, лесные заработки. Река Пчёвжа. Земская школа, 2 лавки. (1910 год)

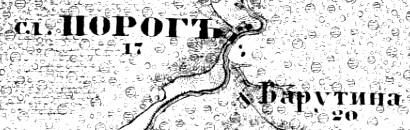
Деревня Борутино на карте 1915 года

Согласно карте Петроградской и Новгородской губерний 1915 года деревня называлась Барутина и насчитывала 20 дворов.
С 1917 по 1918 год деревня Борутино входила в состав Васильковской волости Тихвинского уезда Новгородской губернии.
С 1918 года в составе Ольховской волости Череповецкой губернии.
С 1927 года в составе Кукуйского сельсовета Будогощенского района.
С 1928 года в составе Горчаковского сельсовета. В 1928 году население деревни Борутино составляло 112 человек.
С 1932 года в составе Киришского района. Согласно карте Ленинградской области Северо-западного аэрогеодезического треста ГГУ издания 1932 года деревня насчитывала 11 крестьянских дворов. В деревне находилась водяная мельница.
По данным 1933 года деревня Борутино входила в состав Горчаковского сельсовета.

План деревни Борутино. 1937 год

Согласно топографической карте РККА 1937 года деревня насчитывала 24 крестьянских двора. В деревне был организован колхоз «Красная Заря».
Согласно данным переписи населения СССР 1939 года в деревне Борутино проживали 38 мужчин и 44 женщины, всего 82 человека. 
С 1963 года в составе Волховского района.
С 1965 года вновь в составе Киришского района. В 1965 году население деревни Борутино составляло 50 человек.
По данным 1966 и 1973 годов деревня Борутино также входила в состав Горчаковского сельсовета.
По данным 1990 года деревня Борутино входила в состав Пчёвжинского сельсовета.
В 1997 году в деревне Борутино Пчёвжинской волости проживали 3 человека, в 2002 году — 6 (все русские).
В 2007 году в деревне Борутино Пчёвжинского СП проживали 10 человек, в 2010 году — 8.

## География
Деревня расположена в юго-восточной части района на автодороге 41К-559 (подъезд к дер. Борутино), к востоку от автодороги 41К-115 (Кириши — Будогощь — Смолино).
Расстояние до административного центра поселения — 7 км.
Расстояние до ближайшей железнодорожной станции Пчёвжа — 8 км.
Деревня находится на левом берегу реки Пчёвжа.

## Демография
| 1879 | 1885 | 1910 | 1928 | 1965 | 1997 | 2002 |
| ---- | ---- | ---- | ---- | ---- | ---- | ---- |
| 74   | ↗84  | ↗101 | ↗112 | ↘50  | ↘3   | ↗6   |
| 2007 | 2010 | 2017 |      |      |      |      |
| ↗10  | ↘8   | ↘5   |      |      |      |      |

### Национальный состав
Согласно данным Всероссийской переписи населения 2021 года в деревне проживали 12 человек, все русские.

## Улицы
Нахимова, Цветочная.